# Championnats d'Asie de karaté 2015
Navigation
Édition précédente
Les championnats d'Asie de karaté 2015 ont lieu à Yokohama, au Japon, du 4 au 6 septembre 2015. Il s'agit de la treizième édition des championnats d'Asie de karaté.